# A Macskanő
A Macskanő (Catwoman) egy  2004-es amerikai akció/kalandfilm, melyet Pitof rendezett.
A filmet a DC Comics egyik szereplője ihlette, aki egy bűnöző és Batman szeretője. A Macskanő ebben a filmben viszont egy szuperhős.
A filmkészítés költsége horribilis összeget, mintegy 100 millió dollárt tett ki. A kritikusok rendkívül rossz véleményt fogalmaztak meg róla, ugyancsak a nézők számára is hatalmas csalódást okozott. A bevételek így a külföldi bemutatókkal együtt alig több mint 82 millió dollárt értek el. A Macskanő minden idők legrosszabb filmjeit szortírozó listákra is felkerült.

## Történet
Patience Phillips a szerény, félénk grafikus élete alapjaiban változik meg, amikor egy este el akarják tenni láb alól, mert megtudja, hogy a munkáltatója, a Hedare Beauty nevű kozmetikai cég legújabb, öregedésgátló szere valójában hatástalan, ráadásul törvénytelen pénzügyletekbe is keveredett. A céget irányító házaspárnak fontos, hogy sikerrel járjanak, ezért mindenre hajlandóak, még a kéretlen fültanúk eltüntetésére is. Patience azonban nem hal meg, hanem újjászületik egy kacér, félelmet nem ismerő személyiséggel: ő lesz a Macskanő. Felvértezve számos különleges képességgel csak idő kérdése, hogy ismét szembe kerüljön a kapzsi Hedare-ékkel, és ezúttal leszámoljon velük...

## Szereplők
| Szerep                     | Színész               | Magyar hang     |
| -------------------------- | --------------------- | --------------- |
| Patience Phillips/Macskanő | Halle Berry           | Pikali Gerda    |
| Tom Lone                   | Benjamin Bratt        | Görög László    |
| Laurel Hedare              | Sharon Stone          | Básti Juli      |
| George Hedare              | Lambert Wilson        | Rosta Sándor    |
| Ophelia                    | Frances Conroy        | Horváth Zsuzsa  |
| Sally                      | Alex Borstein         | Incze Ildikó    |
| Armando                    | Michael Massee        | Kardos Róbert   |
| Wesley                     | Byron Mann            | Szatmári Attila |
| Drina                      | Kim Smith             |                 |
| Rocker                     | Christopher Heyerdahl |                 |
| Dr. Ivan Slavicky          | Peter Wingfield       | Kapácsy Miklós  |
| Lance                      | Berend McKenzie       |                 |
| írásszakértő               | John Cassini          | Katona Zoltán   |

## Kritika
A film bekerült Roger Ebert legutáltabb filmjei közé. Bill Muller, filmkritikus Halle Berry-nek pedig azt javasolta, hogy adja vissza az Oscar-díját.